# Sabon beldi
Sabon beldi, savon beldi of Marokkaanse zwarte zeep is een dikvloeibare, hoog-alkalische zeep gemaakt van olijfolie, gemacereerde olijven en potas of kaliumhydroxide.
De zeep bevat veel vitamine E.
In de hamams van Marokko wordt deze zeep gebruikt voor het reinigen, hydrateren en exfoliëren van de huid. Eerst wordt een beetje zeep op de natte huid gewreven. Na vijf tot tien minuten wordt een grof washandje, kessa genaamd, gebruikt om de dode huid te verwijderen. Dit is goed voor de bloed- en lymfedoorstroming. Marokkaanse zwarte zeep moet niet worden verward met de zwarte zeep ose dudu, de ingrediënten en de plaats van herkomst zijn anders.